# Karamànides d'Alanya
Els karamànides d'Alanya són una branca pobrament documentada d'amirs de la família karamànida del beylik de Karaman-oğhlu.
Es creu que es va iniciar amb Yusuf, que probablement era fill del beg Bedreddin Mahmud Bey. Va tenir tres amirs que van governar al segle xiv: Yusuf, Ala al-Din ibn Yusuf i Mahmud ibn Ala al-Din.

## Llista d'amirs
- Yusuf vers 1308-?
- Ala al-Din
- Mahmud